# Charles-André van Loo
Charles-André van Loo (Carle van Loo), född 15 februari 1705 i Nice, död 15 juli 1765 i Paris, var en fransk målare och gravör. Han var son till konstnären Louis van Loo och från 1733 gift med sångaren Cristina Somis samt far till Jules-César-Denis van Loo. 
Efter att hans far avled 1712 reste han till sin äldre bror Jean-Baptiste i Turin, som övervakade hans utbildning till målare. 1719 flyttade bröderna till Paris där Carle assisterade sin bror vid arbeten på slottet Fontainebleau. Carles karriär tog fart i mitten av 1730-talet då han fick uppdrag från den högre societeten i Paris och hovet som utnämnde honom till hovmålare. På uppdrag av Slottsbyggnadsdeputationen beställde Carl Hårleman vid sitt besök i Paris 1744 två stycken dörröverstycken föreställande en flodgud och en flodnymf av Loo. I Gustaf III:s paradsängkammare uppsattes på 1770-talet dörröverstycken målade av Loo föreställande Zefyr och Flora. Loo utnämndes 1763 till direktör för den franska akademien i Paris. Loo är förutom i museer i Europa och Amerika representerad i Sverige vid Drottningholms slott, Gripsholms slott och Nationalmuseum.